# Dimos Sikinos
Dimos Sikinos (engelska: Sikinos) är en kommun i Grekland.   Den ligger i prefekturen Kykladerna och regionen Sydegeiska öarna, i den sydöstra delen av landet, 190 km sydost om huvudstaden Aten. Antalet invånare är 238. Dimos Sikinos ligger på ön Nísos Síkinos.